# ASPTT Strasbourg
Die Association Sportive des Postes, Télégraphes et Téléphones Strasbourg, kurz ASPTT Strasbourg, ist ein polysportiver Klub aus Straßburg. Der Postsportverein hat insbesondere durch seine im 21. Jahrhundert nicht mehr existierende Frauenfußballabteilung, aber auch durch seine Badmintonspieler überregional Bedeutung gewonnen. Anfang 2014 können in der ASPTT 29 Sportarten betrieben werden; damit ist der Klub nach eigener Aussage der mitgliederstärkste Sportverein des Elsass.

## Geschichte des Gesamtvereins
Bereits in den 1920er Jahren war in der Geschäftsleitung der örtlichen Postniederlassung die Idee diskutiert worden, den Unternehmensmitarbeitern einen organisatorischen Rahmen zu schaffen, damit diese die Möglichkeit zur Ausübung verschiedener Sportarten erhielten. Anders als in anderen französischen Großstädten wie Paris, Bordeaux, Marseille und weiteren dauerte es allerdings bis Ende 1936, ehe dieser Plan in der elsässischen Metropole verwirklicht und die ASPTT Strasbourg gegründet wurde. Bei der ersten Mitgliederversammlung Anfang 1937 hatte der Verein bereits über 250 Mitglieder. Die ersten dort betriebenen Sportarten waren Basketball, Leichtathletik, Schwimmsport und (Männer-)Fußball. Während der deutschen Annexion des Elsass (1940–1945) im Zweiten Weltkrieg hieß der Verein Postsportgemeinschaft Straßburg. Seine Fußballer spielten meist im Stade de l’Avenir, ehe die ASPTT Ende 1968 ihr schon seit den 1940ern geplantes, acht Hektar umfassendes, vereinseigenes Sportzentrum im Stadtquartier Koenigshoffen einweihen konnte, das aus einer großen sowie mehreren spezialisierten (Gewichtheben, Tischtennis, Dōjō) Sporthallen, zahlreichen Fußball- und Tennisplätzen sowie einem Klubheim besteht.
Nach der 1991 erfolgten Aufspaltung der staatlichen PTT in die Teilunternehmen La Poste und France Télécom wurde auch der Sportverein in AS de La Poste et France Télécom umbenannt; allerdings blieb die Kurzbezeichnung ASPTT auch weiterhin offiziell bestehen. Die Vereinsfarben sind schwarz und orange. Insbesondere seit der Jahrtausendwende reüssierten speziell die „Federballer“ der ASPTT; 2013 wurden sie französischer Mannschaftsmeister und qualifizierten sich dadurch für den Europapokal. Aber auch in anderen, vor allem Individualsportarten waren Aktive des Vereins bei nationalen und internationalen Meisterschaften am Start, 2013 beispielsweise im Schwimmen, der Leichtathletik – etwa der Langstreckenläufer Driss El Himer – und dem Gewichtheben.

## Frauenfußball
Während die Männermannschaften des Vereins nie über untere regionale Ligen hinauskamen, spielten die Frauen zeitweise an der nationalen Spitze mit. Entstanden in den 1970er Jahren, qualifizierte sich die erste Elf der ASPTT erstmals 1980 für die Teilnahme an der französischen Meisterschaft, deren Endrunde seinerzeit noch im K.-o.-Modus ausgetragen wurde, und mit der einzigen Ausnahme 1983/84 gelang dies den Frauen bis in die frühen 1990er Jahre alljährlich. Von 1984 bis 1989 trug mit Michèle Wolf eine der erfolgreichsten Französinnen der 1970er und 1980er den Dress der Frauenmannschaft ihrer Geburtsstadt. Weitere Nationalspielerinnen bei der ASPTT waren Marie-Christine Umdenstock, Myriam Bernauer, Sandrine Ringler und Stéphanie Trognon, die beiden Letztgenannten 1997 Europameisterschaftsteilnehmerinnen.
1985, 1991 und 1992 erreichte die ASPTT Strasbourg das Viertel-, in der Saison 1985/86 sogar das Halbfinale. Den Einzug in das Endspiel verwehrte ihnen dort allerdings die Frauschaft der ASJ Soyaux. Als 1992 eine landesweite erste Liga unter der Bezeichnung Championnat National 1 A eingeführt wurde, gehörte Strasbourg zu den zwölf Teams, die sich dafür qualifizieren konnten. Ihren sportlichen Höhepunkt hatten die Spielerinnen der ASPTT 1994, als sie die Saison mit dem dritten Rang und punktgleich mit den Vizemeisterinnen des FC Lyon abschlossen. Zwei Jahre danach allerdings stiegen sie als Tabellen-Zehnte aus der ersten Division ab. Nach einer Saison in der Zweitklassigkeit schlossen sich mehrere Spielerinnen dem SC Schiltigheim an und die Frauenfußballabteilung der ASPTT wurde 1997 aufgelöst.
In der „Ewigen Tabelle“ der höchsten Frauenliga Frankreichs ist die ASPTT bis heute (2022) der erfolgreichste elsässische Verein, noch vor den benachbarten Klubs FC Vendenheim und SC Schiltigheim. Einen nationalen Frauenpokalwettbewerb gibt es in Frankreich erst seit 2001, zuvor lediglich solche auf regionaler Ebene. Und im Elsass hatte die ASPTT diese Coupe d’Alsace Féminines von 1984/85 bis einschließlich 1995/96 gleich neunmal gewonnen.